# 天紫珠李
天紫珠李（日语：／，1月10日—），寶塚歌劇團月組現任主演娘役，鳳月杏的搭檔。暱稱，東京都世田谷區人，曾就讀於玉川聖學院，身高166公分。

## 簡介
- 2015年，進入寶塚歌劇團，101期生[2]，同期生有縣千(現雪組男役)、礼華はる(現月組男役)、鷹翔千空(現宙組男役)。初次登台表演是月組公演『1789 -バスティーユの戀人たち-(1789─巴士底獄的戀人們─)』[3]，之後被分配到月組。
- 2017年12月25日，從男役轉為娘役。[4]2019年，被選為『夢現無雙(改編吉川英治原作小說「宮本武藏」)』新人公演女主角[5][6]；同年日本青年館、梅田藝術劇場公演『チェ・ゲバラ(切·格瓦拉)』和轟悠搭檔演出，也是第一次擔任東上(東京特別公演)女主角。[7]
- 2021年，擔任寶塚Bow Hall公演『幽霊刑事(幽靈刑警)』的女主角，這也是珠城りょう退團前最後一次寶塚Bow Hall公演。[8]
- 2022年，日本青年館、梅田藝術劇場公演『ブエノスアイレスの風(布宜諾斯艾利斯的風)』再次擔任東上(東京特別公演)女主角。[9]
- 2023年，第二次擔任寶塚Bow Hall公演女主角，劇目是『月の燈影(月之燈影)』。[10][11]同年11月7日，因海乃美月突然休演，所以和彩みちる兩人共同代演，負責代演劇後秀『萬華鏡百景色（ばんかきょうひゃくげしき）(萬花筒百景色)』的花魁。[12]
- 2024年2月29日，寶塚官網宣布她被選為月組下任主演娘役，並擔任鳳月杏的搭檔。兩人搭檔第一部劇是全國巡迴公演『琥珀色の雨にぬれて(情浸琥珀色的雨中)』『Grande TAKARAZUKA 110!(偉大的寶塚110!)』[13]。另外兩人搭檔第一部大劇場戲是『ゴールデン・リバティ(黃金自由)』『PHOENIX RISING(鳳凰涅槃)』。

## 寶塚歌劇團時期

### 初舞台
- 2015年4-6月 寶塚大劇場 月組公演『1789 -バスティーユの恋人たち-(1789─巴士底獄的戀人們─)』[14]

### 月組男役時期
- 2015年6-7月 東京寶塚劇場 『1789 -バスティーユの恋人たち-(1789─巴士底獄的戀人們─)』
- 2015年8-9月 寶塚Bow Hall公演『A-EN（エイエン）ARTHUR VERSION』飾演:ジュリアン(朱利安/Julian)[15]
- 2015年11月-2016年2月 『舞音-MANON-』飾演:水の精霊(水的精靈) 新人公演 飾演:モーリス・デュラン(莫里斯・杜蘭特)(正式公演:輝生かなで）『GOLDEN JAZZ(黃金爵士)』)[16]
- 2016年6-9月『NOBUNAGA〈信長〉-下天の夢-(信長－下天之夢)』新人公演 飾演:佐佐成政(正式公演:輝生かなで）『Forever LOVE!!(永恆的愛)』[17]
- 2016年10月 寶塚Bow Hall公演『FALSTAFF(法斯塔夫)』[18]
- 2016年10-11月 寶塚Bow Hall公演『Bow Singing Workshop〜月〜』[19]
- 2017年1-3月 『グランドホテル(大饭店)』 新人公演 飾演：ベルボーイ(提行李的服務生)/バーテンダー(調酒師)(正式公演:佳城葵)『カルーセル輪舞曲（ロンド）(旋轉木馬輪舞曲)』[20]
- 2017年4-5月 梅田藝術劇場、TBS赤阪ACT劇場 『瑠璃色の刻（とき）(琉璃色的時刻)』飾演:侍從[21]
- 2017年7-10月 『All for One(All for One～達太安與太陽王～)』新人公演 飾演:ジョルジュ(喬治)(正式公演:風間柚乃)[22]

### 月組娘役時期
- 2018年2-5月 『カンパニー-努力（レッスン）、情熱（パッション）、そして仲間たち（カンパニー）-』新人公演 飾演:有明紗良 (正式公演:早乙女わかば) 『BADDY（バッディ）-悪党（ヤツ）は月からやって来る-』飾演:プリン[23]
- 2018年7月 寶塚Bow Hall公演『愛聖女（サントダムール）-Sainte♡d’Amour-(聖女貞德-愛的禮讚)』飾演:パメラ・シュヴァリー(帕梅拉・謝瓦利)[24]
- 2018年8-11月 『エリザベート-愛と死の輪舞（ロンド）-(伊莉莎白-愛與死的輪舞)』飾演:マデレーネ（黒天使）新人公演 飾演:ヘレネ(巴伐利亚的海伦妮)(正式公演:叶羽時)[25]
- 2019年1月 東京国際フォーラム(東京國際論壇)『ON THE TOWN（オン・ザ・タウン）(錦城春色)』飾演:ダイヤモンド・エディーズ・ガールS[26]
- 2019年3-6月 『夢現無雙-改編自吉川英治原作「宮本武藏」-』飾演:小茶/白い烏 新人公演 飾演:阿通(正式公演:美園櫻)『クルンテープ 天使の都(恭貼天使之城)』[27][28] ＊第一次擔任新人公演女主角
- 2019年7-8月 日本青年館、梅田藝術劇場 『チェ・ゲバラ(切·格瓦拉)』飾演:アレイダ・マルチ(阿莱达·马奇)[29][30]＊第一次擔任東上(東京特別公演)女主角
- 2019年10-12月 『I AM FROM AUSTRIA-故郷（ふるさと）は甘き調（しら）べ-(我來自奧地利－故鄉如甜美的旋律)』飾演:アメリア(愛蜜莉亞/Amelia) 新人公演 飾演:ヘルタ・ヴァルトフォーゲル(正式公演:夏月都)/製菓部女(糖果工廠的女工)[31]
- 2020年2月 御園座『赤と黒(紅與黑)』飾演:マチルド(瑪蒂爾德)[32]
- 2020年9月-2021年1月 『WELCOME TO TAKARAZUKA-雪と月と花と-(WELCOME TO TAKARAZUKA ─雪與月和花─)』『ピガール狂騒曲(皮加勒狂想曲)』飾演:ミスタンゲット（ミス）(Mistinguett)[33]
- 2021年3月 寶塚Bow Hall公演『幽霊刑事（デカ）〜サヨナラする、その前に〜(幽靈刑警-在我們道別之前)』飾演:森須磨子[34][35]＊第一次擔任寶塚Bow Hall公演女主角
- 2021年5-8月 『桜嵐記（おうらんき）(櫻嵐記)』飾演:中宮顯子(源（北畠）顯子)/光明天皇 新人公演 飾演:ある老年の女(一位老太太)(正式公演:夏月都)『Dream Chaser(追夢人)』[36]
- 2021年10-11月 博多座 『川霧の橋(川霧的橋，改編山本周五郎原作小說「柳橋物語」)』飾演:阿祖『Dream Chaser-新たな夢へ-(追夢人-新的夢想)』[37]
- 2022年1-3月 『今夜、ロマンス劇場で(今夜，在浪漫劇場與妳相遇)』飾演:吉川天音/雨霧 新人公演 飾演:ディアナ(黛安娜)(正式公演:晴音アキ)『FULL SWING!』[38]
- 2022年5月 日本青年館、梅田藝術劇場 『ブエノスアイレスの風(布宜諾斯艾利斯的風)』飾演:イサベラ(伊莎貝拉)[39][40]＊擔任東上(東京特別公演)女主角
- 2022年7-10月 『グレート・ギャツビー(大亨小傳)』飾演:マートル・ウィルソン(默特爾·威爾遜)[41]
- 2022年11-12月 『ブラック・ジャック 危険な賭け(怪醫黑傑克-危險的賭注)』飾演:ジョアン(喬安妮/Joanne)『FULL SWING!』[42]※全國巡迴公演
- 2023年2-4月 『応天の門(應天之門)』飾演:藤原高子 『Deep Sea-海神たちのカルナバル-(Deep Sea-海神們的嘉年華會)』[43]
- 2023年6月  寶塚Bow Hall公演『月の燈影（ほかげ）(月之燈影)』飾演:喜の字[44][45] ＊擔任寶塚Bow Hall公演女主角
- 2023年8-11月 『フリューゲル-君がくれた翼-(Flügel─你給予我的翅膀─)』飾演:サーシャ(薩莎)『萬華鏡百景色（ばんかきょうひゃくげしき）(萬花筒百景色)』[46][47]※海乃美月11月7日開始休演，直到11月11日才回歸，這幾天由天紫和彩みちる代演
- 2024年1月 梅田藝術劇場『G.O.A.T』[48]※月城かなと演唱會
- 2024年3-7月『Eternal Voice 消え殘る想い(Eternal Voice 殘存的思念)』飾演:エイデン(艾登)『Grande TAKARAZUKA 110!(偉大的寶塚110!)』[49]

### 月組主演娘役時期
- 2024年8月22日-9月16日 『琥珀色の雨にぬれて(情浸琥珀色的雨中)』飾演:シャロン・カザティ(莎倫・卡薩蒂)『Grande TAKARAZUKA 110!(偉大的寶塚110)』＊主演娘役披露目※全國巡迴公演[50]
- 2024年11月-2025年3月 『ゴールデン・リバティ(黃金自由)』飾演:アナレア(安娜莉亞)『PHOENIX RISING（フェニックス・ライジング）－IN THE MOONLIGHT－(鳳凰涅槃-在月光下)』＊主演娘役大劇場披露目[51]
- 2025年4-5月 『花の業平(花之業平)』飾演:藤原高子『PHOENIX RISING(鳳凰涅槃-在月光下)』※全國巡迴公演
- 2025年7-11月 『GUYS AND DOLLS(紅男綠女)』飾演:サラ・ブラウン(莎拉・布朗)
- 2026年1月 東京國際フォーラム(東京國際論壇playhouse表演廳)、東京建物Brillia HALL『侍タイムスリッパー(超時空武士，改編安田淳一導演同名日本電影)』

### 其他寶塚相關活動
- 2017年11-12月 宇月颯ミュージック・パフォーマンス『MOON SKIP』(宇月颯音樂表演『MOON SKIP』)
- 2018年12月21-22日（ 梅田藝術劇場 タカラヅカスペシャル2018『Say! Hey! Show Up!!』(2018年Takarazuka Special音樂會「Say! Hey! Show Up!!」)
- 2019年1月28日 新橋演舞場 『日本演劇協会創立70年 演劇人祭』(日本演劇協會成立70周年紀念公演「演劇人祭」)※外部演出

## 外部連結
- 寶塚官網天紫珠李介紹頁面 （页面存档备份，存于）
- 東京都會電視台網站天紫珠李簡介宝塚カフェブレイク登場人物天紫珠李，存档于Archive.today（存檔日期 20250422）